# Megetra cancellatus
Megetra cancellatus es una especie de coleóptero de la familia Meloidae.

## Distribución geográfica
Habita en México y en Arizona y Nuevo México en (Estados Unidos).